# Kvartersfrihet
Kvartersfrihet (fr. franchise des quartiers) kallas en utsträckning av den lokala immunitet från ett lands jurisdiktion, som tillkommer bostäder för andra suveräna staters diplomatiska representanter (franchise de l'hotel).
Kvartersfriheten, vilken sedan länge kan sägas överallt ha upphört, utsträckte nämnda immunitet till det kvarter eller rent av den stadsdel, där den diplomatiske representantens bostad var belägen. Den erkändes i flera stater, till exempel Spanien till 1600-talet, Rom, Republiken Venedig och, under tiderna för kejsarval och kejsarkröning, Frankfurt am Main. I Rom sökte påven Innocentius XI göra slut på denna rättighet, som förvandlade nästan halva staden till en asyl för förbrytare, och han lyckades förmå kejsaren samt Spaniens, Polens och Englands kungar att avstå från den, men hade svåra konflikter att utkämpa om denna sak med Ludvig XIV. Denne avstod inte Frankrikes rätt härvidlag, vilken därför delvis ägde bestånd ända till förra hälften av 1800-talet. Även drottning Kristina gjorde som suverän gentemot Innocentius XI anspråk på liknande kvartersfrihet. Den brukade symboliseras av vederbörande suveräns vapen, anbringat på de hus, som inbegreps under denna förmån. Jfr P. Pradiére-Fodéré, "Traité de droit international public", III, s. 325 ff. (1887).